# رالف وايت (لاعب كرة قاعدة)
رالف وايت (بالإنجليزية: Ralph Wyatt)‏ هو لاعب كرة قاعدة أمريكي، ولد في 17 سبتمبر 1917 في شيكاغو في الولايات المتحدة، وتوفي في 1 مارس 1990.